# Іжорська височина
Іжорська височина — височина на Східноєвропейській рівнині на заході Ленінградської області. Висота до 176 метрів. Складена вапняками. Рельєф горбисто-моренний; розвинутий карст. Північний і західний круті схили являють собою частину Балтійсько-Ладозького уступа. Соснові і змішані ліси. Озера, болота.
Назву отримала від фіно-угорського народу іжорців, які є автохтонним населенням старовинної країни Інгерманландія (нині у складі Ленінградської області РФ). 